# Квемо Чала
Квемо Чала (груз. ქვემო ჭალა) — село в Грузії.
За даними перепису населення 2014 року в селі проживає 1075 осіб.